# Key distribution center
In crittografia, un key distribution center (KDC), o centro di distribuzione delle chiavi, è parte di un crittosistema il cui scopo è ridurre i rischi dovuti allo scambio delle chiavi (in particolare per quanto riguarda gli attacchi di tipo man in the middle). È un metodo utilizzato soprattutto nei sistemi crittografici a chiave simmetrica.

## Descrizione
Il più delle volte il KDC non è altro che un server che condivide una chiave simmetrica con tutti gli utenti registrati e, di conseguenza, è in grado di comunicare in segretezza con ciascuno di essi.
Supponendo che Alice e Bob siano due utenti registrati presso il centro di distribuzione delle chiavi e che {\displaystyle K_{A-KDC}} e {\displaystyle K_{B-KDC}} siano le rispettive chiavi che condividono col KDC, questo è il tipico procedimento che permette ad Alice e Bob di comunicare in segretezza:
1. Alice è interessata a dialogare con Bob, così invia al KDC la richiesta di una chiave di sessione.
2. Il KDC invia ad Alice il messaggio {\displaystyle K_{A-KDC}(R,K_{B-KDC}(A,R))}, ovvero la chiave di sessione richiesta ({\displaystyle R}) e la coppia (cifrata con la chiave di Bob) "nome di Alice" ({\displaystyle A})+ chiave di sessione, il tutto cifrato utilizzando la chiave di Alice.
3. Alice decifra il messaggio, memorizza la chiave di sessione {\displaystyle R} ed invia {\displaystyle K_{B-KDC}(A,R)} (che lei non può decifrare) a Bob.
4. Bob decifra il messaggio di Alice, memorizza la chiave di sessione {\displaystyle R} e il nome di chi l'ha contattato.